# Moneilema variolare
Moneilema variolare là một loài bọ cánh cứng trong họ Cerambycidae.